# Cheilanthes lendigera
Cheilanthes lendigera là một loài thực vật có mạch trong họ Adiantaceae. Loài này được (Cav.) Sw. miêu tả khoa học đầu tiên năm 1806.

## Hình ảnh

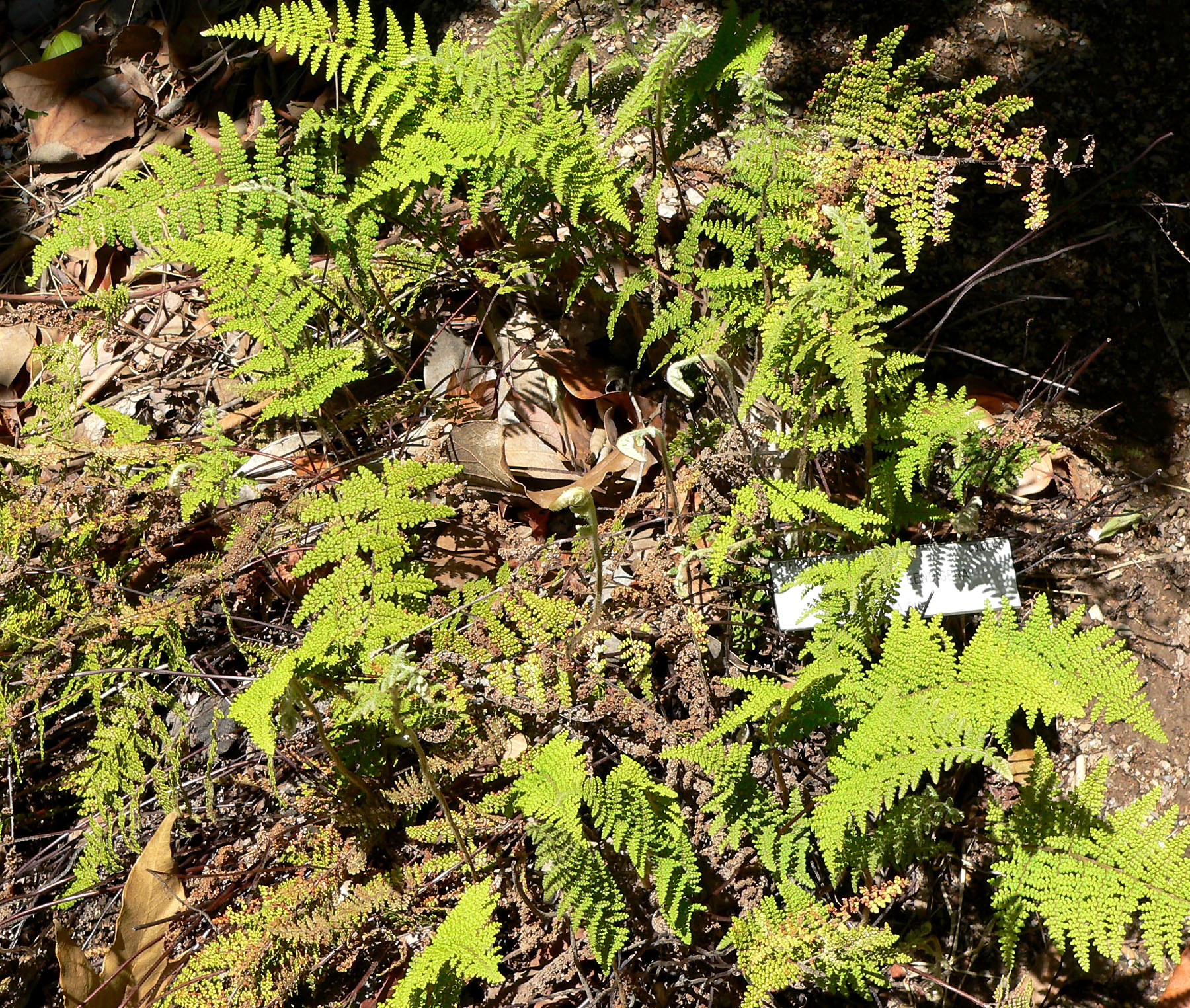
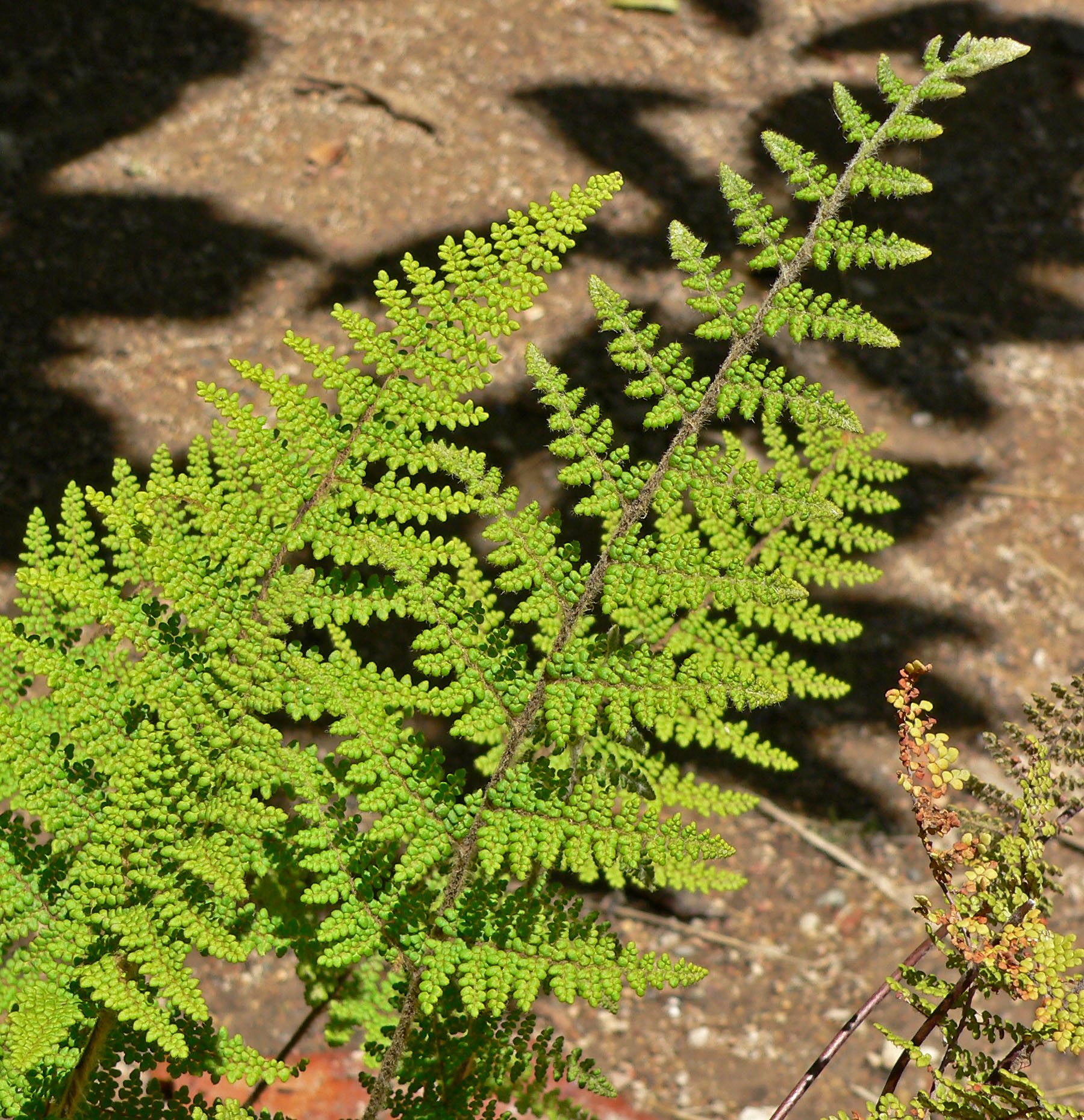
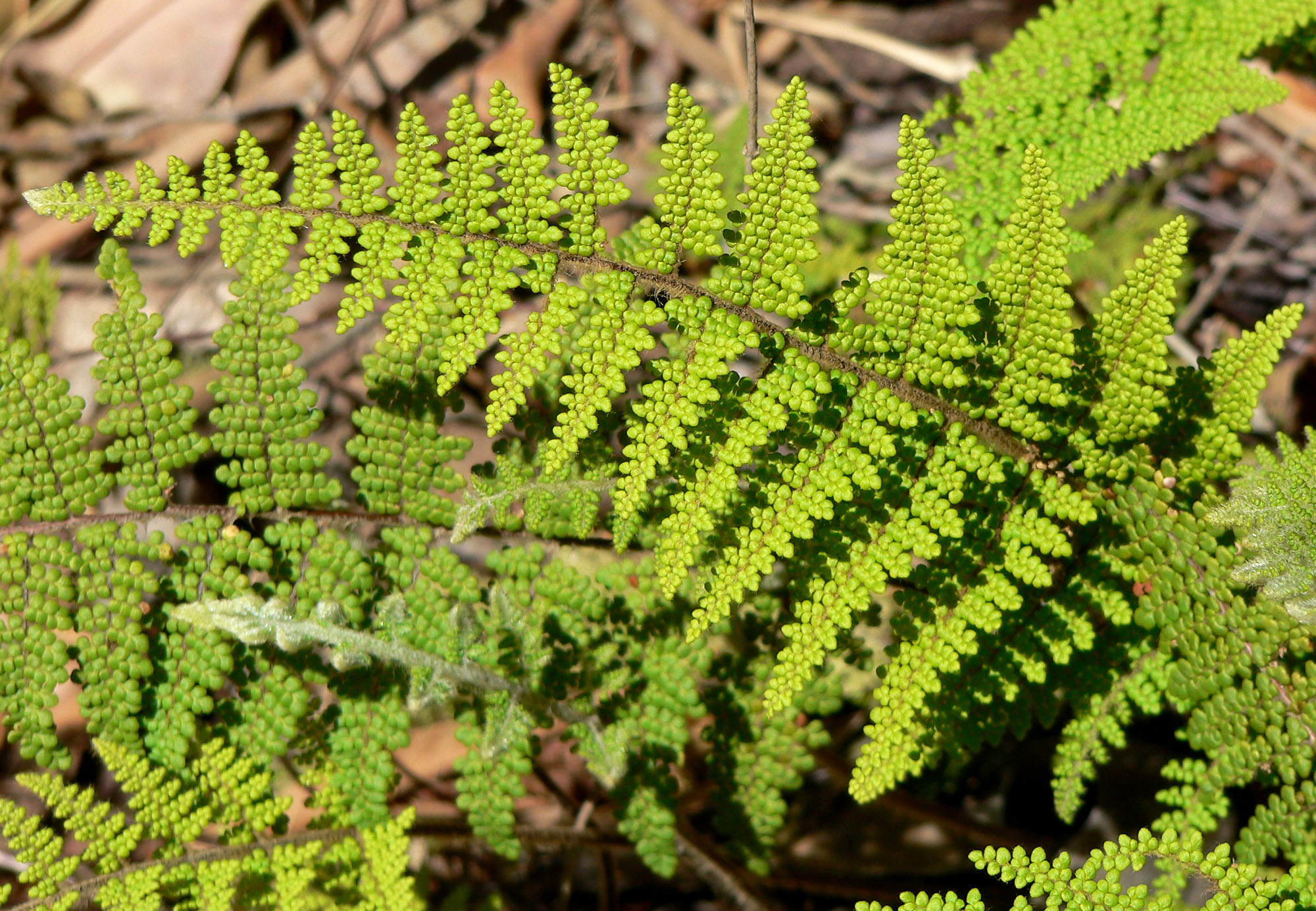
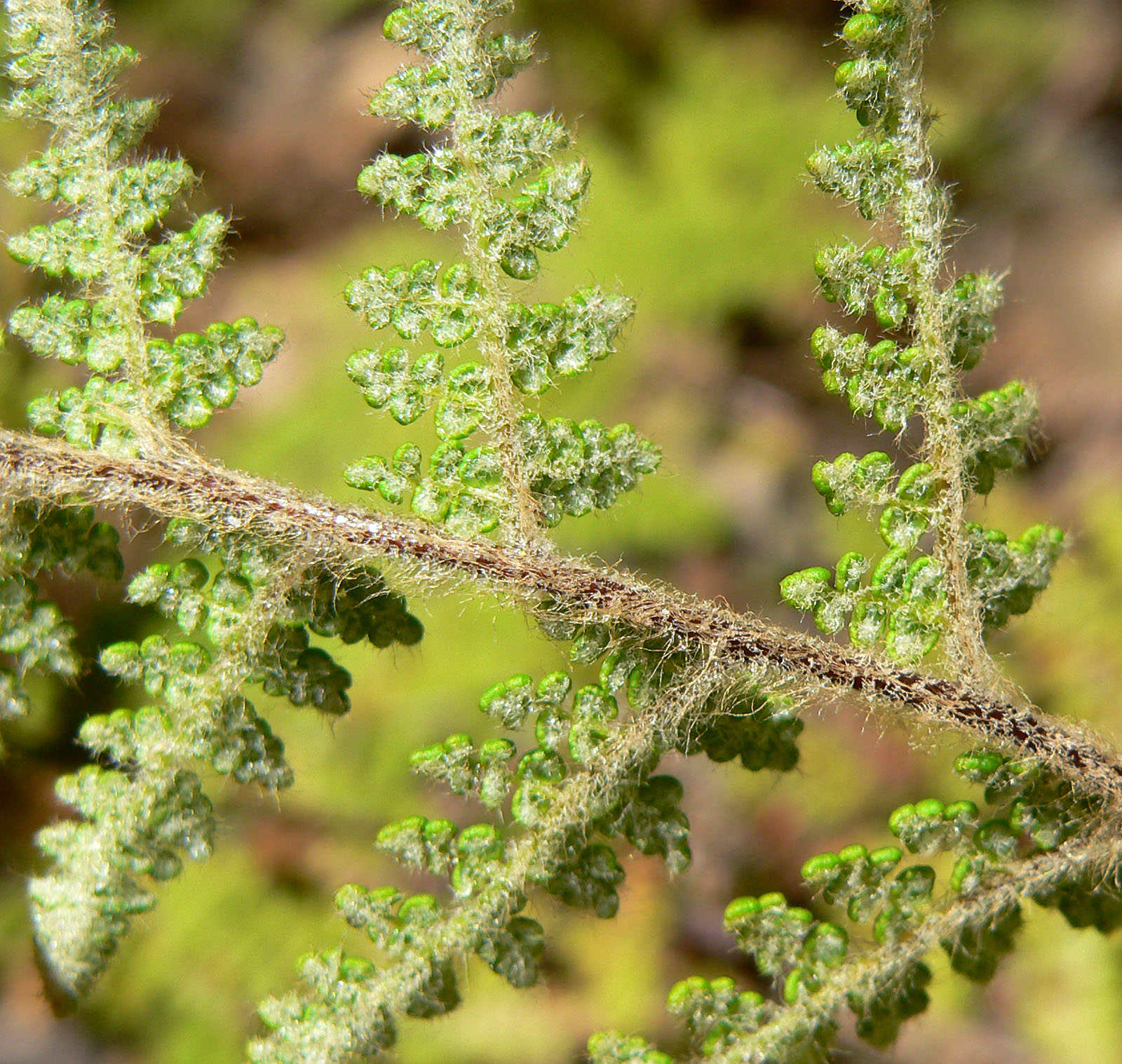